# جولیانا لویودیچه
جولیانا لویودیچه (ایتالیایی: Giuliana Lojodice؛ زادهٔ ۱۲ اوت ۱۹۴۰) بازیگر اهل ایتالیا است.

از فیلم‌ها یا برنامه‌های تلویزیونی که وی در آن نقش داشته‌است می‌توان به زندگی شیرین، زندگی زیباست و آیا قهرمانان ما قادر به یافتن دوستشان که به طرز مرموزی در آفریقا ناپدید شده هستند؟ اشاره کرد.